# Ademar Casé
Ademar da Silva Casé (Belo Jardim, 9 de novembro de 1902 — Rio de Janeiro, 6 de abril de 1993) foi um radialista brasileiro. É pai do arquiteto Paulo Casé, do diretor Geraldo Casé e do publicitário Maurício Casé, além de avô da atriz e apresentadora Regina Casé.

## Biografia
Pioneiro do rádio, criou o Programa Casé, primeiro programa de rádio comercial do Brasil, iniciando suas transmissões em 14 de fevereiro de 1932. Nas décadas de 1930 e 1940, revolucionou o rádio do Brasil em vários aspectos, como: o primeiro a pagar cachê aos artistas (1932), a fazer um contrato de exclusividade (1933, Silvio Caldas, por exemplo), vender rádio de porta em porta, fez o primeiro jingle (Padaria Bragança em 1932), criou a primeira rádio-novela (1936), sem falar dos inúmeros artistas lançados por ele, como João Petra de Barros, Custódio Mesquita e Noel Rosa. Este último foi contra-regra do programa.
No rádio, foram 19 anos de sucesso até 1951 quando se associou a Assis Chateaubriand para a criação da TV. Neste veículo, também foi pioneiro com programas inovadores como o "Noite de Gala" e comerciais criados e produzidos pela agência de propaganda “Midas”.